# 시티오브더럼 (영국 의회 선거구)
시티오브더럼 (CIty of Durham)은 영국 의회의 하원에서 지역을 대표하는 더럼주의 선거구이다. 2019년부터 노동당의 메리 포이가 지역구 의원을 맡고 있다.
19세기 초에 설립되어 영국에서 세번째로 오래된 대학교로 꼽히는 더럼 대학교가 있는 지역구로, 대학교 재학생, 연구원, 교수 등이 유권자로 있다. 1935년 총선부터 노동당 의원만 뽑히는 텃밭 지역구이지만 1980년대 들어서 SDP-자유연합과 자유민주당의 표심이 두드러지며 노동당의 아성에 도전하던 지역구이기도 하다.

## 역사
더럼시는 1678년 의회법 도입으로 국회의원 선출 권한을 부여받으면서, 마지막으로 설치된 의회 자치구이면서도 1832년 대개혁법 제정 이전에 선거권을 부여받은 지역구이기도 하다. 당시 더럼시는 더럼주의 유일한 자치구였다. 나머지 더럼주 일대는 지역을 대표하는 의원이 없다가 역시 1678년 의회법 제정으로 처음 카운티더럼이란 지역구가 신설되면서 더럼시와 더럼주 모두 의원이 2명씩 선출되기 시작하였다. 더럼시와 더럼주 지역구 모두 '더럼'이라고만 부르기도 하므로 주의가 필요하다.
1678년 신설 당시 더럼시 자체 뿐만 아니라 시 경계 내에 포함된 교외 지역도 포괄하였다. 투표권은 시위원단과 도시 자유민이 행사하였는데, 자유민 대다수는 지역구 내에 거주하는 주민이 아니었다. 다만 다른 소규모 부패지역구의 상황과는 달리, 이들 자유민의 관할권이 시 당국에 돌아가는 것은 아니었다. 자유시민권은 무역회사와의 계약관계로 부여되거나, 견습생이거나 가문의 일원 (자유민의 아들 등)이라면 얻을 수 있었다. 반대로 명예시민권의 경우 시의회가 부여 권한을 지니고 있었다.
18세기 영국에서 선거판을 흔들기 위해 명예시민권을 남용하는 것은 각 지역구마다 흔히 벌어지는 일이었으며, 더럼시도 마찬가지였다. 하지만 1762년 선거 당시 더럼시에서 빚어진 논란은 충분히 법 개정에 이를 정도로 거셌다. 선거실시 포고가 내려진 후 더럼시에 거주하지도 않는 자유민이 215명이나 추가되었던 것인데, 기존 자유민들은 선거권 축소에 반발하여 청원서를 올렸고, 소식을 접한 서민원 위원회는 기존 후보자의 당선을 무효화하였다. 이듬해 개정된 의회법에서는 명예시민권이 부여된 뒤 12개월간은 해당 자치구 선거에 참여할 수 없도록 하는 법규가 담겼다.
비록 도시 전체 인구에 비하면 얼마 되지 않았지만, 더럼시 자유민에게 선거권을 부여함으로서 생겨난 유권자는 시대상을 감안하면 비교적 많은 편이었다. 개혁법 제정 당시 더럼시의 자유민 규모는 1,100~1,200명으로 추산되는데 이중 427명은 도시 내에 거주하고 있었으며 558명은 반경 7마일 이내에 거주하고 있었다. 참고로 전체 도시 인구는 9,269명이었다. 물론 한 가문에 의해 좌우되던 당시 여느 지역구와 마찬가지로, 더럼시 지역구에서도 램턴 가문과 템페스트 가문의 영향력이 컸고 선거에서 승리할 능력도 갖추고 있었으나, 이른바 독점 지역구에서 벌어지던 선거장악과는 거리가 멀었다.
1832년 개혁법 제정 당시 지역구 경계 조정이 일부 이뤄지긴 했으나 의원수는 1인으로 유지되었고, 다만 선거권이 개편되었다. 나아가 1867년 개혁법은 더럼시 지역구의 경계를 기존에는 포함되지 않던 프램웰게이트 교구까지 확장하였다. 1885년 지역구 개편법으로 의원수가 1인으로 조정되었으며, 1918년 지역구 개편 결과 종전의 더럼시 지역구는 폐지되고 더럼주 지역구가 더럼시라는 이름으로 그 자리를 대신하게 되었다.
1918년부터 더럼시는 더럼주 더럼 (The Durham Division of (County) Durham)이란 이름의 자치주 선거구로 들어가게 되었다. 더럼주 더럼 지역구는 더럼주의 중심부를 차지하는 지역구였다. 1983년 선거구 개편 당시 선거구 명칭은 처음으로 시티오브더럼 (City of Durham)이란 모호한 명칭을 쓰게 되었으며, 경계 역시 신설된 더럼시 경계를 따라 설정되었다.

## 구획
- 1918–1950년: 더럼 자치구, 헤턴구, 더럼구 (브랜스퍼스 선거지역 제외), 휴턴르스프링구 이스트레인턴, 그레이트에플턴, 리틀에플턴, 무어하우스, 무어슬리, 웨스트레인턴.
- 1950–1974년: 더럼 자치구, 헤턴 스페니무어구, 더럼구
- 1974–1983년: 더럼 프램웰게이트 자치구, 세지필드구, 더럼구 (브랜스퍼스 선거지역 제외)
- 1983년~: 더럼시

옛 시티오브더럼 관할구역을 따라 설정되었으며 더럼시 자체 뿐만 아니라 근교 마을과 교외 지역까지 관할하고 있다. 그 중에는 브랜던, 콕스호, 보번, 프램웰게이트무어, 셔번, 위쇼무어가 있다. 서쪽으로 워터하우시스까지, 동쪽으로 루드워스까지 뻗어 있다.
시티오브더럼 지역구는 예로부터 노동당의 텃밭으로 자리잡았으며, 특히 더럼주 탄광지대의 마을들을 따라 강한 지지세를 보이고 있다. 더럼은 더럼 대학교와 사립학교 등의 교육 중심지로 유명하며, 이 지역에 위치한 초리스터 스쿨은 토니 블레어 전 총리가 다니던 곳으로 알려져 있다. 더럼시 중심부는 자유민주당의 지지세가 좀 더 강하다. 2005년 영국 총선에서는 케임브리지나 옥스퍼드 같은 여타 대학 도시와 마찬가지로 자유민주당으로의 표심 선회가 거셌다. 이에 대해서는 더럼시의 적잖은 규모의 학생층이 당시 노동당 정권이 펼쳤던 대학등록금이나 이라크전 등의 정책에 대해 반감을 가진 것이 선전 이유 중 하나로 꼽힌다. 자유민주당 후보는 노동당 후보와의 격차를 10,000표 이하로 꺾었으나 당선권에는 들지 못했고, 이는 자유민주당이 전국적으로 선전했던 2010년 영국 총선에서도 반복되었다.
잉글랜드 구획위원회는 더럼주 선거구 개편 정기심의 결과 시티오브더럼 지역구에 대해선 별다른 개편권고안을 내리지 않았으며, 지역구 경계도 옛 시티오브더럼 관할구를 따라 둔 상태를 유지하는 것으로 결론내렸다. 시티오브더럼, 즉 더럼 시의회는 2009년 잉글랜드 지방정부 개혁으로 폐지되었다.

## 역대 국회의원

### 더럼시 의회자치구
1678년 의회 자치구로 신설되었다.

#### 1678년~1885년
| 연도        |                          | 제1의원                  | 정당                     |                          | 제2의원                  | 정당                     |
| ----------- | ------------------------ | ------------------------ | ------------------------ | ------------------------ | ------------------------ | ------------------------ |
| 1678년      |                          | 랄프 콜 경               |                          |                          | 존 파크허스트            |                          |
| 1679년 2월  |                          | 랄프 콜 경               | 윌리엄 템페스트          |                          |                          |                          |
| 1679년 9월  |                          | 윌리엄 블래키스턴        |                          |                          | 리처드 로이드 경         |                          |
| 1681년      |                          | 윌리엄 템페스트          |                          |                          | 리처드 로이드 경         |                          |
| 1685년      |                          | 찰스 몬터규              |                          |                          | 리처드 로이드 경         |                          |
| 1689년      |                          | 조지 몰랜드              |                          |                          | 헨리 리델                |                          |
| 1690년      |                          | 조지 몰랜드              | 윌리엄 템페스트          |                          |                          |                          |
| 1695년      |                          | 찰스 몬터규              |                          |                          | 헨리 리델                |                          |
| 1698년      |                          | 찰스 몬터규              | 토머스 코니어스          | 토리당                   |                          |                          |
| 1701년      |                          | 찰스 몬터규              | 헨리 벨러지즈            |                          |                          |                          |
| 1702년      |                          | 토머스 코니어스          | 헨리 벨러지즈            | 토리당                   |                          |                          |
| 1708년      |                          | 토머스 코니어스          | 제임스 니콜슨            | 토리당                   |                          |                          |
| 1710년      |                          | 토머스 코니어스          | 헨리 벨러지즈            | 토리당                   | 토리당                   |                          |
| 1712년      |                          | 토머스 코니어스          | 로버트 섀프토            | 토리당                   | 토리당                   |                          |
| 1713년      |                          | 토머스 코니어스          | 조지 베이커              | 토리당                   | 토리당                   |                          |
| 1722년      |                          | 토머스 코니어스          | 찰스 태벗                | 토리당                   |                          |                          |
| 1727년      |                          | 로버트 섀프토            | 찰스 태벗                | 토리당                   |                          |                          |
| 1730년      |                          | 존 섀프토                | 찰스 태벗                | 토리당                   |                          |                          |
| 1734년      |                          | 존 섀프토                | 헨리 램턴                | 토리당                   | 휘그당                   |                          |
| 1742년      |                          | 존 템페스트              | 헨리 램턴                |                          | 휘그당                   |                          |
| 1761년      |                          | 존 템페스트              | 랄프 골랜드              |                          |                          |                          |
| 1762년      |                          | 존 템페스트              | 존 램턴                  |                          |                          |                          |
| 1768년      |                          | 존 템페스트              | 존 램턴                  | 토리당                   |                          |                          |
| 1787년      |                          | 존 템페스트              | 윌리엄 헨리 램턴         | 토리당                   | 휘그당                   |                          |
| 1794년      |                          | 헨리 베인템페스트 경     | 윌리엄 헨리 램턴         | 토리당                   | 휘그당                   |                          |
| 1798년      |                          | 헨리 베인템페스트 경     | 랄프 존 램턴             | 토리당                   | 휘그당                   |                          |
| 1800년      |                          | 마이클 앤젤로 테일러     | 랄프 존 램턴             | 휘그당                   | 휘그당                   |                          |
| 1802년      |                          | 리처드 와턴              | 랄프 존 램턴             | 토리당                   | 휘그당                   |                          |
| 1804년      |                          | 로버트 이든 던컴 섀프토  | 랄프 존 램턴             |                          | 휘그당                   |                          |
| 1806년      |                          | 리처드 와턴              | 랄프 존 램턴             | 토리당                   | 휘그당                   |                          |
| 1813년      |                          | 리처드 와턴              | 조지 앨런                | 토리당                   | 토리당                   |                          |
| 1818년      |                          | 리처드 와턴              | 마이클 앤젤로 테일러     | 토리당                   | 휘그당                   |                          |
| 1820년      |                          | 헨리 하딩 경             | 마이클 앤젤로 테일러     | 토리당                   | 휘그당                   |                          |
| 1830년      |                          | 로저 그리즐리            | 마이클 앤젤로 테일러     | 토리당                   | 휘그당                   |                          |
| 1831년 3월  |                          | 윌리엄 체터              | 마이클 앤젤로 테일러     | 휘그당                   | 휘그당                   |                          |
| 1831년 5월  |                          | 윌리엄 체터              | 아서 힐트레버            | 휘그당                   | 토리당                   |                          |
| 1832년      |                          | 윌리엄 체터              | 윌리엄 찰스 할랜드       | 휘그당                   | 휘그당                   |                          |
| 1835년      |                          | 아서 힐트레버            | 윌리엄 찰스 할랜드       | 보수당                   | 휘그당                   |                          |
| 1841년      |                          | 토머스 콜피츠 그레인저   | 급진당                   |                          | 로버트 피츠로이          | 보수당                   |
| 1843년 4월  |                          | 토머스 콜피츠 그레인저   | 급진당                   | 던거넌 자작              | 보수당                   |                          |
| 1843년 7월  |                          | 토머스 콜피츠 그레인저   | 급진당                   | 존 브라이트              | 급진당/반곡물법동맹      |                          |
| 1847년      |                          | 토머스 콜피츠 그레인저   | 급진당                   | 헨리 존 스피어맨         | 휘그당                   |                          |
| 1852년 7월  |                          | 토머스 콜피츠 그레인저   | 급진당                   | 윌리엄 애더턴            | 급진당                   |                          |
| 1852년 12월 |                          | 아돌퍼스 베인템페스트 경 | 보수당                   | 윌리엄 애더턴            | 급진당                   |                          |
| 1853년      |                          | 존 모브레                | 보수당                   | 윌리엄 애더턴            | 급진당                   |                          |
| 1859년      |                          | 존 모브레                | 보수당                   | 윌리엄 애더턴            | 자유당                   |                          |
| 1864년      |                          | 존 모브레                | 보수당                   | 존 헨더슨                | 자유당                   |                          |
| 1868년      |                          | 존 로버트 데이비슨       | 자유당                   | 존 헨더슨                | 자유당                   |                          |
| 1871년      |                          | 존 로이드 워튼           | 보수당                   | 존 헨더슨                | 자유당                   |                          |
| 1874년 2월  |                          | 토머스 찰스 톰슨         | 자유당                   | 존 헨더슨                | 자유당                   |                          |
| 1874년 6월  |                          | 패러 허셸                | 자유당                   |                          | 아서 미들턴 경           | 자유당                   |
| 1880년      |                          | 패러 허셸                | 자유당                   | 토머스 찰스 톰슨         | 자유당                   |                          |
| 1885년      | 지역구 의원 1인으로 감소 | 지역구 의원 1인으로 감소 | 지역구 의원 1인으로 감소 | 지역구 의원 1인으로 감소 | 지역구 의원 1인으로 감소 | 지역구 의원 1인으로 감소 |

#### 1885년~1918년
| 선거 | 선거   | 의원            | 정당            |
| ---- | ------ | --------------- | --------------- |
|      | 1885년 | 토머스 밀베인   | 보수당          |
|      | 1892년 | 매슈 폴러       | 자유당          |
|      | 1898년 | 아서 엘리엇     | 자유연합당      |
|      | 1906년 | 존 힐스         | 자유연합당      |
|      | 1918   | 의회자치구 폐지 | 의회자치구 폐지 |

### 1918년~현재
| 선거 | 선거   | 의원              | 정당   | 비고 |
| ---- | ------ | ----------------- | ------ | ---- |
|      | 1918년 | 존 힐스           | 보수당 |      |
|      | 1922년 | 조슈아 릿슨       | 노동당 |      |
|      | 1931년 | 윌리엄 매키그     | 자유당 |      |
|      | 1935년 | 조슈아 릿슨       | 노동당 |      |
|      | 1945년 | 찰스 그레이       | 노동당 |      |
|      | 1970년 | 마크 휴스         | 노동당 |      |
|      | 1987년 | 게리 스타인버그   | 노동당 |      |
|      | 2005년 | 로버타 블랙맨우즈 | 노동당 |      |
|      | 2019년 | 메리 포이         | 노동당 |      |

## 선거

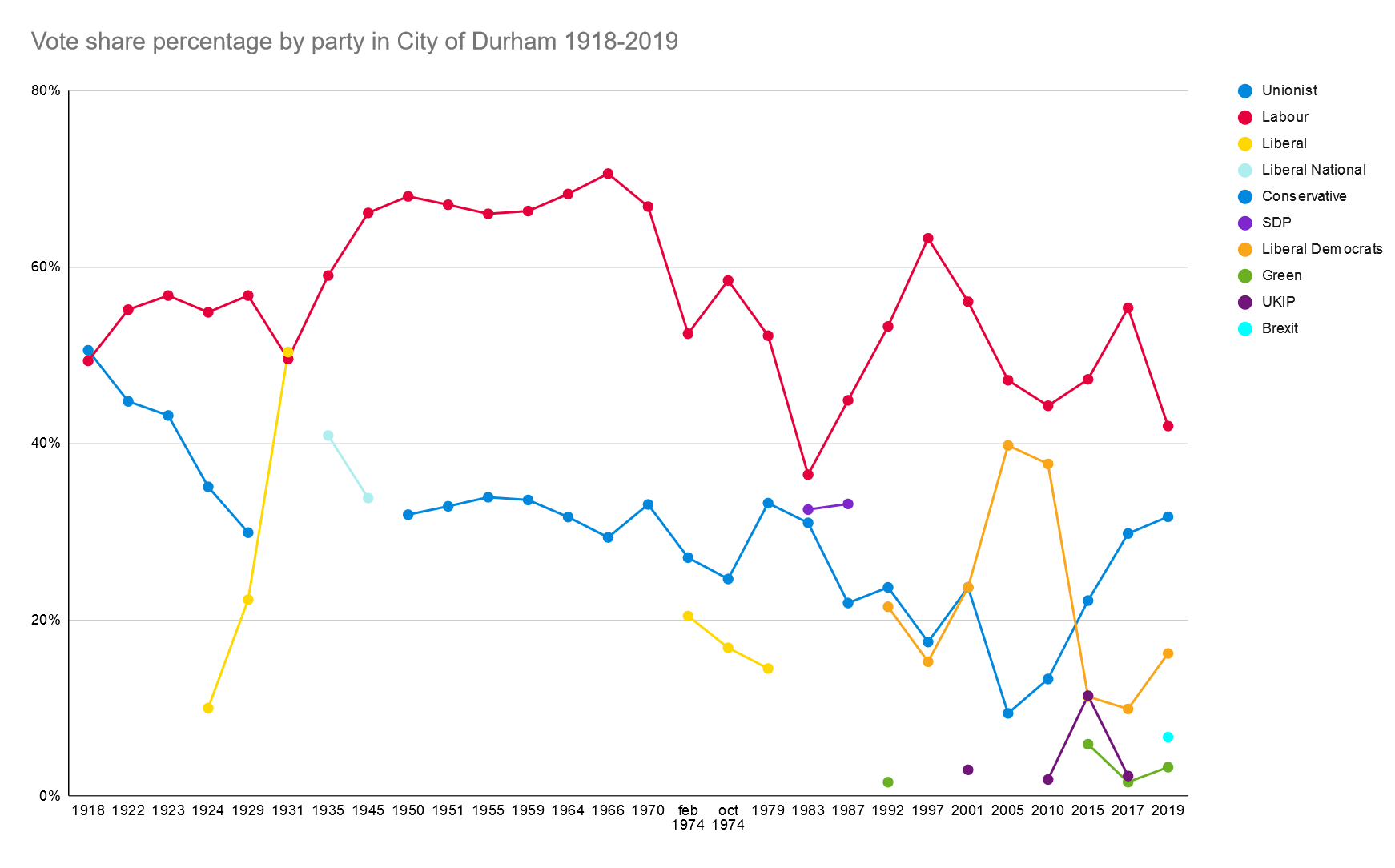
역대 선거 결과

### 2010년대
| 선거                                      | 선거 결과 | 선거 결과                                              | 후보            | 후보                           | 정당   | 득표   | %     | ±%    |
| ----------------------------------------- | --------- | ------------------------------------------------------ | --------------- | ------------------------------ | ------ | ------ | ----- | ----- |
| 2019년 총선 투표수: 48,859 (68.6%) (+0.7) |           | 노동당 유지 과반 득표: 5,025 (10.3%) –15.3 –7.7% 선회  |                 | 메리 켈리 포이                 | 노동당 | 20,531 | 42.0  | –13.4 |
| 2019년 총선 투표수: 48,859 (68.6%) (+0.7) |           | 노동당 유지 과반 득표: 5,025 (10.3%) –15.3 –7.7% 선회  | 윌리엄 모건     | 보수당                         | 15,506 | 31.7   | +1.9  |       |
| 2019년 총선 투표수: 48,859 (68.6%) (+0.7) |           | 노동당 유지 과반 득표: 5,025 (10.3%) –15.3 –7.7% 선회  | 아만다 호프구드 | 자유민주당                     | 7,935  | 16.2   | +6.3  |       |
| 2019년 총선 투표수: 48,859 (68.6%) (+0.7) |           | 노동당 유지 과반 득표: 5,025 (10.3%) –15.3 –7.7% 선회  | 레즐리 라이트   | 브렉시트당                     | 3,252  | 6.7    | 신인  |       |
| 2019년 총선 투표수: 48,859 (68.6%) (+0.7) |           | 노동당 유지 과반 득표: 5,025 (10.3%) –15.3 –7.7% 선회  | 조너선 엘머     | 녹색당                         | 1,635  | 3.3    | +1.7  |       |
| 2017년 총선 투표수: 48,324 (67.9%) (+1.4) |           | 노동당 유지 과반 득표: 12,364 (25.6%) +0.5 +0.25% 선회 |                 | 로버타 블랙맨우즈              | 노동당 | 26,772 | 55.4  | +8.1  |
| 2017년 총선 투표수: 48,324 (67.9%) (+1.4) |           | 노동당 유지 과반 득표: 12,364 (25.6%) +0.5 +0.25% 선회 | 리처드 로리     | 보수당                         | 14,408 | 29.8   | +7.6  |       |
| 2017년 총선 투표수: 48,324 (67.9%) (+1.4) |           | 노동당 유지 과반 득표: 12,364 (25.6%) +0.5 +0.25% 선회 | 아만다 호프구드 | 자유민주당                     | 4,787  | 9.9    | –1.4  |       |
| 2017년 총선 투표수: 48,324 (67.9%) (+1.4) |           | 노동당 유지 과반 득표: 12,364 (25.6%) +0.5 +0.25% 선회 | 맬컴 빈트       | 영국 독립당                    | 1,116  | 2.3    | –9.1  |       |
| 2017년 총선 투표수: 48,324 (67.9%) (+1.4) |           | 노동당 유지 과반 득표: 12,364 (25.6%) +0.5 +0.25% 선회 | 조너선 엘머     | 녹색당                         | 797    | 1.6    | –4.3  |       |
| 2017년 총선 투표수: 48,324 (67.9%) (+1.4) |           | 노동당 유지 과반 득표: 12,364 (25.6%) +0.5 +0.25% 선회 | 짐 클라크       | 무소속                         | 399    | 0.8    | 신인  |       |
| 2017년 총선 투표수: 48,324 (67.9%) (+1.4) |           | 노동당 유지 과반 득표: 12,364 (25.6%) +0.5 +0.25% 선회 | 존 콜링스       | 틀:정당색/영국을 확인해 주세요 | 399    | 0.8    | 신인  |       |
| 2015년 총선 투표수: 45,699 (66.5%) (–0.7) |           | 노동당 유지 과반 득표: 11,439 (25.1%) +18.5 -3.0% 선회 |                 | 로버타 블랙맨우즈              | 노동당 | 21,596 | 47.3  | +3.0  |
| 2015년 총선 투표수: 45,699 (66.5%) (–0.7) |           | 노동당 유지 과반 득표: 11,439 (25.1%) +18.5 -3.0% 선회 | 레베카 콜슨     | 보수당                         | 10,157 | 22.2   | +8.9  |       |
| 2015년 총선 투표수: 45,699 (66.5%) (–0.7) |           | 노동당 유지 과반 득표: 11,439 (25.1%) +18.5 -3.0% 선회 | 리암 클라크     | 영국 독립당                    | 5,232  | 11.4   | +9.5  |       |
| 2015년 총선 투표수: 45,699 (66.5%) (–0.7) |           | 노동당 유지 과반 득표: 11,439 (25.1%) +18.5 -3.0% 선회 | 크레이그 마틴   | 자유민주당                     | 5,183  | 11.3   | −26.4 |       |
| 2015년 총선 투표수: 45,699 (66.5%) (–0.7) |           | 노동당 유지 과반 득표: 11,439 (25.1%) +18.5 -3.0% 선회 | 조너선 엘머     | 녹색당                         | 2,687  | 5.9    | 신인  |       |
| 2015년 총선 투표수: 45,699 (66.5%) (–0.7) |           | 노동당 유지 과반 득표: 11,439 (25.1%) +18.5 -3.0% 선회 | 존 마셜         | 무소속                         | 649    | 1.4    | 신인  |       |
| 2015년 총선 투표수: 45,699 (66.5%) (–0.7) |           | 노동당 유지 과반 득표: 11,439 (25.1%) +18.5 -3.0% 선회 | 존 콜링스       | 무소속                         | 195    | 0.4    | 신인  |       |

## 같이 보기
- 더럼주의 영국 의회 선거구

### 내용주
1. ↑  2001년 인구총조사 당시 전체 유권자 중 14.5%는 대학생 내지는 교육에 몸담고 있는 16세에서 74세 유권자였으며 2.4%는 대학입시 준비를 하고 있는 16~17세 유권자로 조사됐다.

### 참조주
1. ↑  “City of Durham: Usual Resident Population, 2011”. 《Neighbourhood Statistics》. Office for National Statistics. 2016년 3월 4일에 원본 문서에서 보존된 문서. 2015년 3월 2일에 확인함.
2. ↑  “Electorate Figures - Boundary Commission for England”. 《2011 Electorate Figures》. Boundary Commission for England. 2011년 3월 4일. 2010년 11월 6일에 원본 문서에서 보존된 문서. 2011년 3월 13일에 확인함.
3. 1 2 3 4  레이그 레이먼트의 연도별 국회의원 목록 (Leigh Rayment's Historical List of MPs) –  'N'로 시작하는 선거구 - part 2
4. ↑  이후 탄원서로 골랜드 의원의 당선이 무효 선언되고, 선거 경쟁자였던 램튼 후보가 의원으로 나서게 되었다.
5. 1 2 3 4 5 6 7 8 9 10 11 12 13 14 15 16 17  Stooks Smith, Henry. (1973) [1844-1850].  Craig, F. W. S., 편집. 《The Parliaments of England》 2판. Chichester: Parliamentary Research Services. 99–102쪽. ISBN 0-900178-13-2.
6. ↑  와턴 의원은 선거기간 중의 위법행위로 인한 탄원서로 의원직에서 물러났다.
7. ↑  선거에서 당선된 그리즐리 의원은 탄원서에 의해 당선 무효 처리되고 재보궐선거가 치러지게 되었다.
8. ↑  Mosse, Richard Bartholomew (1837). 《The Parliamentary Guide: A Concise Biography of the Members of Both House of Parliament, Their Connexions, Etc.》. London: A. H. Baily & Co. 173쪽.
9. ↑  Richardson, Moses Aaron (1844). 《The Local Historian's Table Book of Remarkable Occurrences, Historical Facts, Traditions, Legendary and Descriptive Ballads, &c., &c., Connected With the Counties of Newcastle-upon-Tyne, Northumberland and Durham. Historical Division. Vol. IV》. Newcastle-upon-Tyne: M. A. Richardson. 374쪽.
10. ↑  Froude, James Anthony; Tulloch, John, 편집. (1838). 《Fraser's Magazine, Volume 17》. J. Fraser. 71쪽. 2018년 5월 7일에 확인함.
11. ↑  Radice, Paula Kim Vandersluys (1992). “Identification, interests and influence : voting behaviour in four English constituencies in the decade after the Great Reform Act.” (PDF). 《더럼 E-Theses》. 더럼 University. 318쪽. 2018년 5월 7일에 확인함.
12. ↑  《The Spectator, Volume 10》. F.C. Westley. 1837. 628쪽. 2018년 5월 7일에 확인함.
13. ↑  “Electoral Movements”. 《John O'Groat Journal》. 1841년 6월 18일. 2면. 2018년 5월 7일에 확인함 – British Newspaper Archive 경유.
14. ↑  1843년 4월 재보궐선거에서 당선된 던거넌 의원은 탄원서로 인해 당선 무효 처리되고 새 선거가 치러지게 되었다.
15. ↑  Dod, Charles Roger; Dod, Robert Phipps (1847). 《Dod's Parliamentary Companion, Volume 15》. Dod's Parliamentary Companion. 238쪽. 2018년 5월 7일에 확인함.
16. ↑  Ollivier, John (1848). 〈Alphabetical List of the House of Commons〉. 《Ollivier's Parliamentary and Political Directory for the Session 1841, 1848, Volume 1》. 30쪽. 2018년 5월 7일에 확인함.
17. ↑  1861년부터 윌리엄 애더턴 경이 되었다.
18. ↑   〈Atherton, William (1806-1864)〉. 《영국인명사전》. 런던: Smith, Elder & Co. 1885–1900.
19. ↑  “The Late Sir William Atherton, M.P.”. 《The Argus》. 1864년 4월 1일. 3면. 2018년 5월 7일에 확인함.
20. ↑  1852년 12월 재보궐선거에서 당선된 베인 경은 탄원서로 당선 무효 처리되었으며 새로운 선거가 치러지게 되었다.
21. ↑  1874년 총선에서 헨더슨과 워튼이 재선에 성공하였으나 탄원서로 당선 무효처리되어 재보궐선거가 치러지게 되었다. 두 의원 모두 재보궐선거 후보로 나서지는 않았다.
22. ↑  “Durham (city) 1678-”. 《Hansard 1803-2005》. UK Parliament. 2016년 3월 3일에 원본 문서에서 보존된 문서. 2015년 3월 2일에 확인함.
23. ↑  https://www.durham.gov.uk/media/31692/Declaration-of-result-City-of-Durham/pdf/DeclarationOfResultCityOfDurham.pdf?m=637118028301500000
24. ↑  “Durham, City of parliamentary constituency - Election 2017”. 2018년 4월 26일에 확인함 – www.bbc.co.uk 경유.
25. ↑  “Election Data 2015”. Electoral Calculus. 2015년 10월 17일에 원본 문서에서 보존된 문서. 2015년 10월 17일에 확인함.
26. ↑  “Archived copy” (PDF). 2015년 4월 18일에 원본 문서 (PDF)에서 보존된 문서. 2015년 4월 12일에 확인함.